# Balkove, Tokmak
Balkove (în ucraineană Балкове, în germană Fürstenwerder) este localitatea de reședință a comunei Balkove din raionul Tokmak, regiunea Zaporijjea, Ucraina. Satul a fost locuit de germanii pontici.   

## Demografie
Componența lingvistică a localității Balkove
     Ucraineană (91,42%)
     Rusă (8,58%)
Conform recensământului din 2001, majoritatea populației localității Balkove era vorbitoare de ucraineană (91,42%), existând în minoritate și vorbitori de rusă (8,58%).